# Tarim (rivier)
De Tarim of Tarim Darya (turks voor "oceaan van landbouwgrond") is de belangrijkste rivier in de autonome regio Xinjiang in China.
De totale lengte van de rivier is 2030 km, daarmee is het de langste binnenlandse rivier in China. Elk jaar stroomt er 4 à 6 miljard m³ water door de Tarim.
De rivier ontstaat ten zuidoosten van de oasestad Aksu (turks voor "wit of schoon water") uit de samenvloeiing van de Aksu en de Yarkand. De Aksu komt uit het gebergte van de Tiensjan en is de enige van beide die permanent water aanvoert. De Yarkand bereikt door het intensieve watergebruik in zijn stroomgebied de Tarim meestal niet.
De Tarim stroomt in oostelijke richting, rond om de woestijn Taklamakan. Voorheen eindigde hij in het meer Lop Nor, maar thans bereikt het water van de Tarim deze plek niet meer. De monding van de rivier ligt in een endoreïsch bekken en het water bereikt dus niet een zee.

## Actieve migratie
De rivier heeft geen vast verloop, de rivierbedding verplaatst zich. Dit wordt ‘actieve migratie’ genoemd. Hierdoor verandert de lengte van de rivier door de jaren heen.
De rivier ligt ten noorden van het Tibetaans Hoogland. De rivier geeft naam aan het Tarimbekken, een groot gebied tussen de gebergtes Tian Shan en Kunlun. Dit gebied is voornamelijk woestijngebied. De meeste begroeiing bevindt zich dan ook langs de rivier.
Van oktober tot april is het laag water. In mei begint de sneeuw te smelten van de gebergtes en tot en met september komt er steeds meer water in de rivier. De rivier zelf vriest in de winter gedeeltelijk dicht.

## Fauna
In de rivier is veel vis te vinden. Daarnaast zijn er veel andere diersoorten in en om het water te vinden.

## Bevolking
In de vallei van de rivier wonen bijna 10 miljoen mensen: Oeigoeren, Chinezen, Tadzjieken, Mongolen en andere etnische minderheidsgroepen.
- Bibliothèque nationale de France: cb11964638d (data)
- Gemeinsame Normdatei: 7603132-9
- Nationale Bibliotheek van Letland: 000287455
- Nationale Bibliotheek van Israël: 987007560946505171
- Virtual International Authority File: 315526236